# Deus Ex Machina (gra komputerowa)
Deus Ex Machina – komputerowa gra symulacyjna w reżyserii i według scenariusza Mela Crouchera, wyprodukowana i wydana w 1984 roku przez brytyjską spółkę Automata UK.

## Rozgrywka
Deus Ex Machina jest zbiorem minigier powiązanych klamrą fabularną, w której gracz odtwarza siedem etapów życia człowieka w wyobrażonym społeczeństwie totalitarnym – od niemowlęctwa po starość. Mechanika gry obejmuje takie zadania, jak utrzymywanie spermy w ciągłym ruchu, obrona organizmu przed elektrycznymi wiązkami do przesłuchiwania więźniów i rozbijanie skrzepów krwi w starzejącym się organizmie. Działania gracza zasadniczo nie przekładają się na policzalny wynik, a interakcja z programem ogranicza się np. do przeskakiwania przez przeszkody oraz obrony przed atakiem ze strony symbolicznych obiektów.

## Produkcja

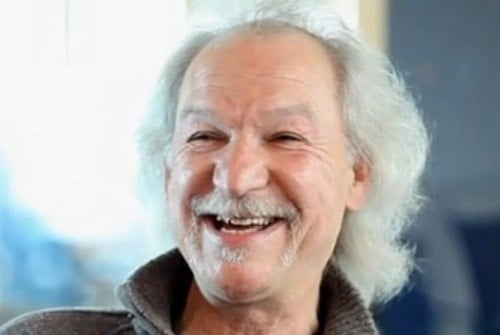
Mel Croucher, reżyser i scenarzysta gry

Deus Ex Machina została wyprodukowana przez brytyjskie studio Automata UK. Reżyserem i projektantem gry był Mel Croucher, który miał zamiar stworzyć dzieło cyfrowe na miarę filmów Obywatel Kane i Metropolis. Croucher inspirował się opowiadaniem E.M. Forstera The Machine Stops, a także monologiem o siedmiu etapach życia ludzkiego z szekspirowskiej sztuki Jak wam się podoba. Ograniczenia pierwotnej platformy sprzętowej ZX Spectrum (brak możliwości implementacji wysokiej jakości udźwiękowienia) Croucher przezwyciężył, zamieszczając w opakowaniu z grą kasetę magnetofonową, której treść fundamentalnie wpływała na przesłanie gry. Udźwiękowienie musiało zostać zsynchronizowane przez gracza z akcją gry; narratorami na nagraniu byli tacy aktorzy, jak Jon Pertwee, Ian Dury i Frankie Howerd. Muzyka do Deus Ex Machina łączyła różne gatunki, od progresywnego rocka, przez muzykę elektroniczną, a skończywszy na bluesie.

## Odbiór i spuścizna gry
Deus Ex Machina została odrzucona przez graczy, częściowo ze względu na zbyt wysoką cenę detaliczną oprogramowania, wynoszącą 15 funtów. W efekcie, jak określał to Croucher, „Deus Ex Machina zebrała najlepsze recenzje w mojej karierze, a okazała się komercyjną katastrofą”. Z czasem jednak była ponownie odkrywana przez historyków i dziennikarzy zajmujących się grami. Tristan Donovan zaliczał Deus Ex Machinę w poczet dzieł growego brytyjskiego surrealizmu. Dan Whitehead pisał: „Współcześnie prosty styl 8-bitowy i podniosły zamysł wydają się twórczo prowokacyjne jak nigdy dotąd. Można by zainstalować tę grę we współczesnej galerii sztuki i prawdopodobnie uzyskać poklask świata sztuki”. W 2013 roku Croucher sfinansował na Kickstarterze produkcję trójwymiarowego remake’u gry, Deus Ex Machina 2; w 2015 roku ukazał się on na platformie dystrybucyjnej Steam.